# Бычина (гмина)
Бычи́на (пол. Byczyna) — городско-сельская гмина (волость) в Польше, входит как административная единица в Ключборкский повет, Опольское воеводство. Население — 9623 человека (на 2011 год).

## Демография
Данные по переписи 2011 года:
| Перепись            | Всего | Мужчины | Женщины |
| ------------------- | ----- | ------- | ------- |
| Всего               | 9623  | 4751    | 4872    |
| Городское население | 3757  | 1825    | 1932    |
| Сельское население  | 5866  | 2926    | 2940    |

## Населённые пункты
Бискупице, Борек, Войславице, Голковице, Гослав, Доберцице, Костув, Мехова, Насале, Парушовице, Погожалка, Поляновице, Просьлице, Пщонки, Рошковице, Сарнув, Серославице, Худоба, Цецежин, Якубовице, Янувка, Яськовице.

## Соседние гмины
1. Гмина Болеславец
2. Гмина Гожув-Слёнски
3. Гмина Ключборк
4. Гмина Ленка-Опатовска
5. Гмина Лубнице
6. Гмина Тшциница
7. Гмина Волчин